# TeraDisc
TeraDisc - jest prototypowym, optycznym nośnikiem danych stworzonym przez izraelską firmę informatyczną Mempile. Na jednym takim dysku można zapisać 1 Terabajta danych. Według przewidywań firmy, dyski te miały pojawić się w sprzedaży w roku 2011 i kosztować około 30 dolarów za jeden, zaś nagrywarka do nich od 3000 do około 4000 dolarów - z czasem powinny one znacznie stanieć. W założeniu firmy dyski te miałyby być głównie wykorzystywane do przechowywania filmów, które - produkowane w przyszłości w znacznie większej rozdzielczości niż dzisiaj - miałyby zajmować o wiele więcej miejsca. 
Dysk TeraDisc posiada wymiary standardowej płyty DVD; jego średnica wynosi 12 cm, zaś jego przewidywana grubość to 1,2 mm. Dysk będzie się składał z 200 warstw - na każdej z nich można będzie zapisać 5 GB danych. Technologia opracowana przez firmę Mempile wykorzystuje szczególne właściwości fluorescencyjnych cząsteczek w tworzywie sztucznym podobnym do pleksiglasu, z którego wykonane są nośniki. Nie podano jednak żadnych informacji co do żywotności takich płyt. 
Firma Mempile przewiduje również, że w jeszcze późniejszym terminie wprowadzi również dyski TeraDisc o pojemności zwiększonej do 5 TB.